# Гаярине
Гаярине (итал. Gaiarine) — коммуна в Италии, располагается в провинции Тревизо области Венеция.
Население составляет 6242 человека (на 2004 г.), плотность населения составляет 220 чел./км². Занимает площадь 28 км². Почтовый индекс — 31018. Телефонный код — 0434.

Коммуна на карте Италии